# دوباره حس کردن
«دوباره حس کردن» (به انگلیسی: Feel Again) یک تک‌آهنگ از وان‌ریپابلیک است که در سال ۲۰۱۲ میلادی منتشر شد.
این تک‌آهنگ در چارت‌های ، آلمان جزو ده ترانه اول قرار گرفت.